# Industrie in Frankrijk

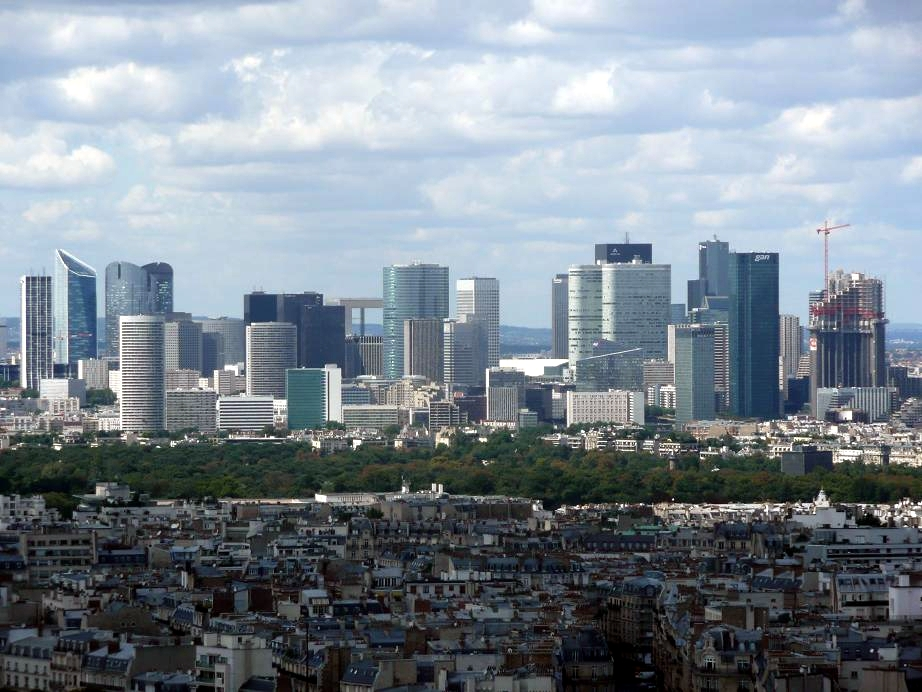
Het zakendistrict La Défense in de hoofdstad Parijs

De industrie in Frankrijk is de een na grootste van Europa, na Duitsland en gevolgd door de industrie van het Verenigd Koninkrijk, en Italië.
Belangrijke industrieën van Frankrijk zijn machines, chemische producten, auto's, metalen, vliegtuigen, elektronische apparatuur en voedsel (vooral Franse kaas). De geavanceerde technologische industrieën groeien eveneens. Parijs is beroemd vanwege zijn luxegoederen. Naast Parijs zijn de belangrijkste industriële steden Metz en Straatsburg in het noordoosten; in het noorden Roubaix en Rijsel; in het zuidoosten Lyon en Grenoble; in het zuiden Marseille, Toulouse, Nice en Nîmes; in het westen Bordeaux en Nantes.
Mankracht volgens sectoren in 1999 waren: diensten (71,5%), industrie (24,4%), landbouw (4,1%)